# ليف هالس
ليف هالس (بالنرويجية البوكمول: Leif Halse)‏ هو كاتب وكاتب للأطفال ورسام كارتون نرويجي، ولد في 7 يوليو 1896 في Halsa Municipality ‏ في النرويج، وتوفي في 8 فبراير 1984 في ليفانغر في النرويج.